# 泰丁豪森
泰丁豪森（德語：Thedinghausen，發音：[teːdɪŋˈhaʊzn̩]）是德国下萨克森州费尔登县的市镇，面积65.79平方千米，2023年12月31日人口为8,308人。